# Bloomfield (Connecticut)
Bloomfield è un comune di 20.581 abitanti degli Stati Uniti d'America, situato nella Contea di Hartford nello Stato del Connecticut.